# Barrio Hipódromo
Barrio Hipódromo ist ein Ort in Uruguay.

## Geographie
Er befindet sich auf dem Gebiet des Departamento Maldonado in dessen Sektor 1. Barrio Hipódromo liegt nördlich der Departamento-Hauptstadt Maldonado und südlich von Canteras de Marelli. Unweit östlich fließt der Arroyo Maldonado.

## Infrastruktur
Barrio Hipódromo ist an der Ruta 39 gelegen, die den Ort mit Maldonado und Canteras de Marelli verbindet. Die Eisenbahnlinie Montevideo - Punta del Este führt durch den westlichen Ortsteil.

## Einwohner
Barrio Hipódromo hatte bei der Volkszählung 2011 1.973 Einwohner, davon 1.005 männliche und 968 weibliche.
| Jahr | Einwohner |
| ---- | --------- |
| 1963 | –         |
| 1975 | 46        |
| 1985 | 369       |
| 1996 | 1.436     |
| 2004 | 1.577     |
| 2011 | 1.973     |

Quelle: Instituto Nacional de Estadística de Uruguay